# Interlaken (Nowy Jork)
Interlaken – wieś w Stanach Zjednoczonych, w stanie Nowy Jork, w hrabstwie Seneca.